# Bactrocera kelaena
Bactrocera kelaena
 es una especie de díptero que Drew describió por primera vez en 1989. Bactrocera kelaena pertenece al género Bactrocera de la familia Tephritidae. 